# J. P. de Fauré
J. P. de Fauré o Defauré (XVIII secolo – XVIII secolo) è stato un matematico svizzero del Settecento.

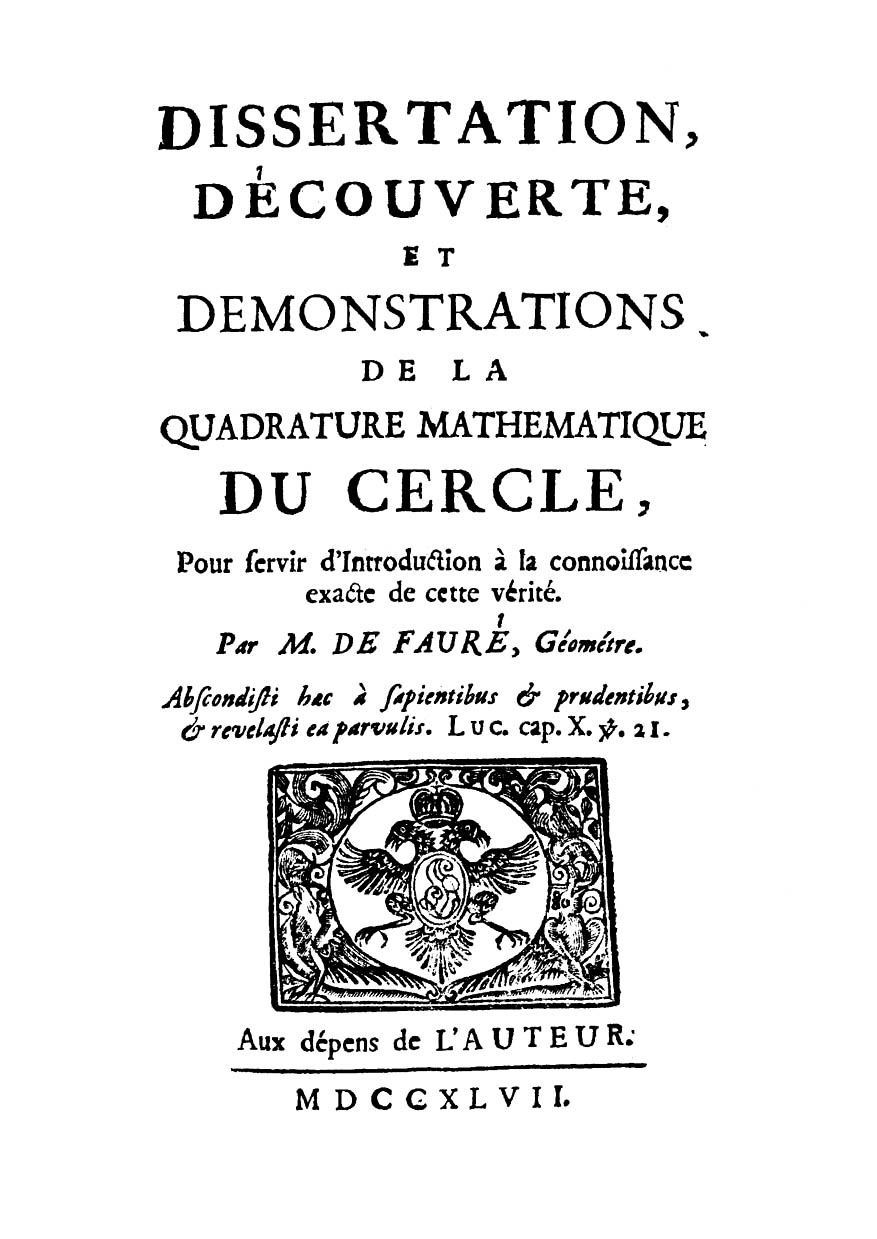
Dissertation, découverte, et demonstrations de la quadrature mathematique du cercle, 1747

Pubblicò due opere dedicate al problema della quadratura del cerchio, nelle quali proponeva una soluzione da lui elaborata.

## Opere
- (FR) Analyse la Quadrature du Cercle, in 4o, L'Aia, 1740.[3] 1749[2]
- (FR) Dissertation, découverte, et demonstrations de la quadrature mathematique du cercle, in 8vo, Ginevra, J.P. de Faurè, 1747.